# Mazda Millenia
La Mazda Millenia, commercializzata anche come Eunos 800 e Mazda Xedos 9, è un'autovettura prodotta dalla casa automobilistica giapponese Mazda dal 1993 al 2002.

## Descrizione

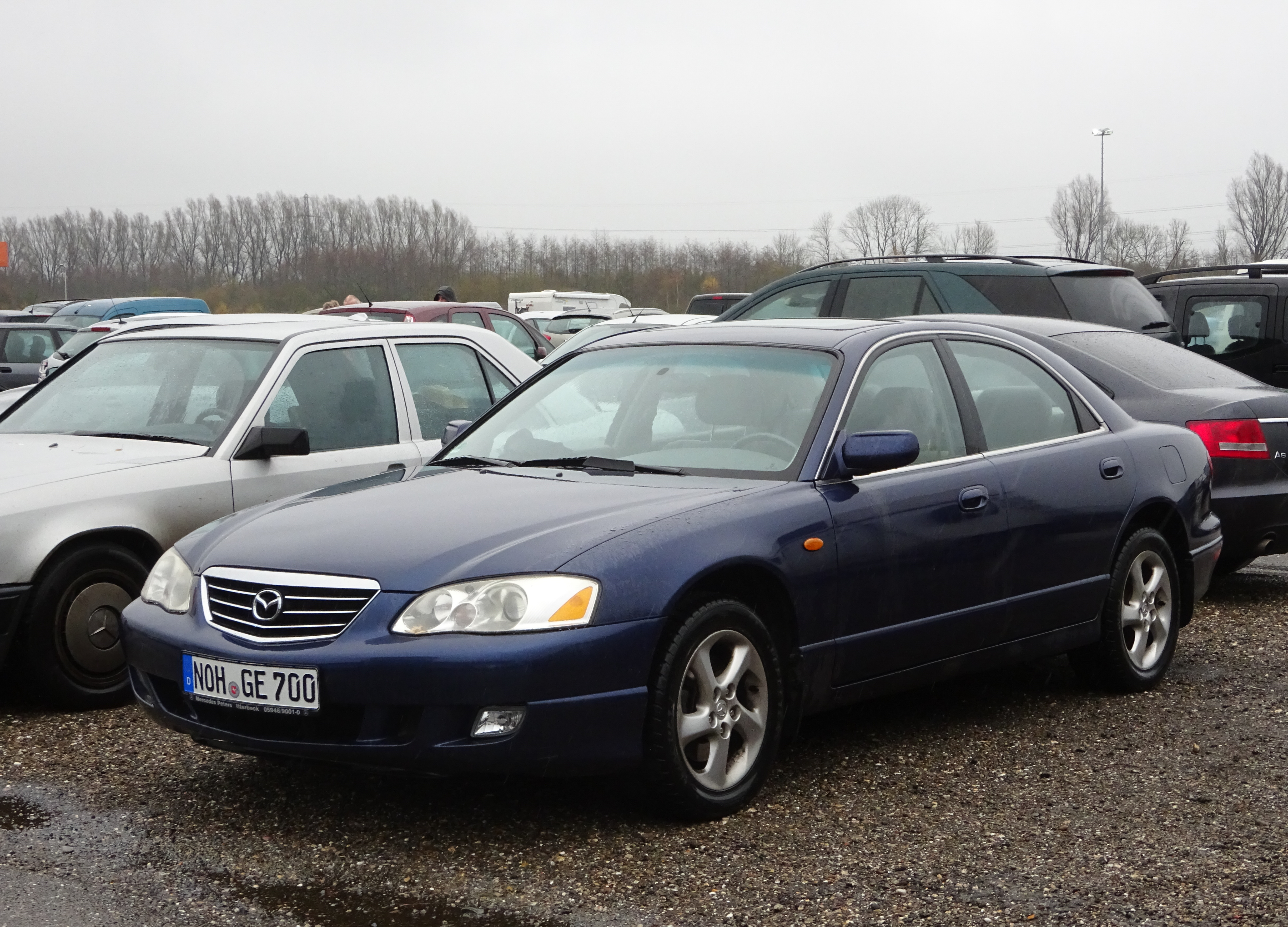
Mazda Millenia restyling

La Millenia è stata originariamente progettata come il secondo di tre modelli per il marchio di lusso di Mazda chiamato Amati. A causa del crollo del fatturato della società causata dalla bolla economica giapponese ad inizio anni 90, il marchio Amati non è stato mai introdotto sul mercato, quindi la Millenia è stata venduta a partire dall'autunno del 1993 in Europa come Mazda Xedos 9 e in Giappone e Australia come Eunos 800. L'auto ha poi esordito in Nord America nel 1995 con il nome di Mazda Millenia, e a partire dal luglio 1997 con lo stesso nome è stata venduta nel mercato giapponese a causa della dismissione del marchio Eunos con cui era venduta.
Il cambio di nome nel mercato giapponese del 1997 da Eunos 800 a Mazda Millenia ha coinciso con un significativo restyling che ha portato alcune modifiche volte al contenimento dei costi di produzione. Ad esempio, il cofano che in precedenza era in alluminio, con il restyling è diventato in acciaio. La Millenia ha subito un secondo restyling nel 2000.
La vettura era disponibile con due motorizzazioni V6: la base era dotata di un 2,5 litri aspirato da 170 cavalli, mentre la Millenia S da un 2,3 litri da 210 cavalli a 24 valvole a ciclo Miller dotato di un compressore a vite della Lysholm.
La Millenia è stata assemblata insieme alla più piccola Eunos 500/Mazda Xedos 6 in una nuova linea di produzione nell'impianto di Hiroshima. La produzione della Millenia è cessata nel 2002 con l'introduzione della Mazda 6.